# Sinukjåkka
Sinukjåkka is een rivier annex beek, die stroomt in de Zweedse  gemeente Kiruna. Het 3630 meter lange beekje ontwatert het Sinukjaure en stroomt naar het noorden. Ze mondt uit in de Kårverivier.
Afwatering: Sinukjåkka → Kårverivier → Tavvarivier → Lainiorivier → Torne → Botnische Golf